# لیزا رز آبرامیان
لیزا رز آبرامیان (ارمنی: Լիզա րոզ Աբրամիան؛ انگلیسی: Lisa Rose Apramian) یک پدیدآورنده و کارگردان فیلم آمریکایی ارمنی‌تبار است. وی از دانشگاه کالیفرنیای جنوبی فارغ‌التحصیل شده است. وی به خاطر کارگردانی فیلم Not Bad for a Girl شهرت یافته است. این فیلم در جشنواره‌های بسیاری نمایش داده شده است.

## جوایز
- بهترین مستند در جشنواره فیلم زیرزمینی نیویورک در سال ۱۹۹۶